# RK Krivaja Zavidovići
RK Krivaja je rukometni klub iz Zavidovića. Natječe se u rukometnoj Premijer ligi Bosne i Hercegovine. Najuspješnija sezona kluba je 2001./02. kada je izborio sudjelovanje u EHF-ovom Kupu Kupova. Danas Krivaja broji 4 selekcije,s preko 300 buducih nasljednika

## Poznati treneri
- Vlado Stenzel

## Vanjske poveznice
- www.zdici.com - Aktualna događanja u RK Krivaja  Arhivirana inačica izvorne stranice od 25. rujna 2009. (Wayback Machine)
- EHF stranica Krivaje